# 南非鐵路91-000型柴電機車
南非铁路91-000型柴電機車，通用电气原廠型號為UM6B，在1973年12月起，使用於东开普省的伊丽莎白港至西开普省的阿馮德爾（Avontuur） 之間，610毫米窄軌距的阿馮德爾鐵路（Avontuur Railway）。有些機車後來行駛於夸祖鲁-纳塔尔省谢普斯通港的阿尔弗雷德县铁路（Alfred County Railway，ACR）。  

## 制造商

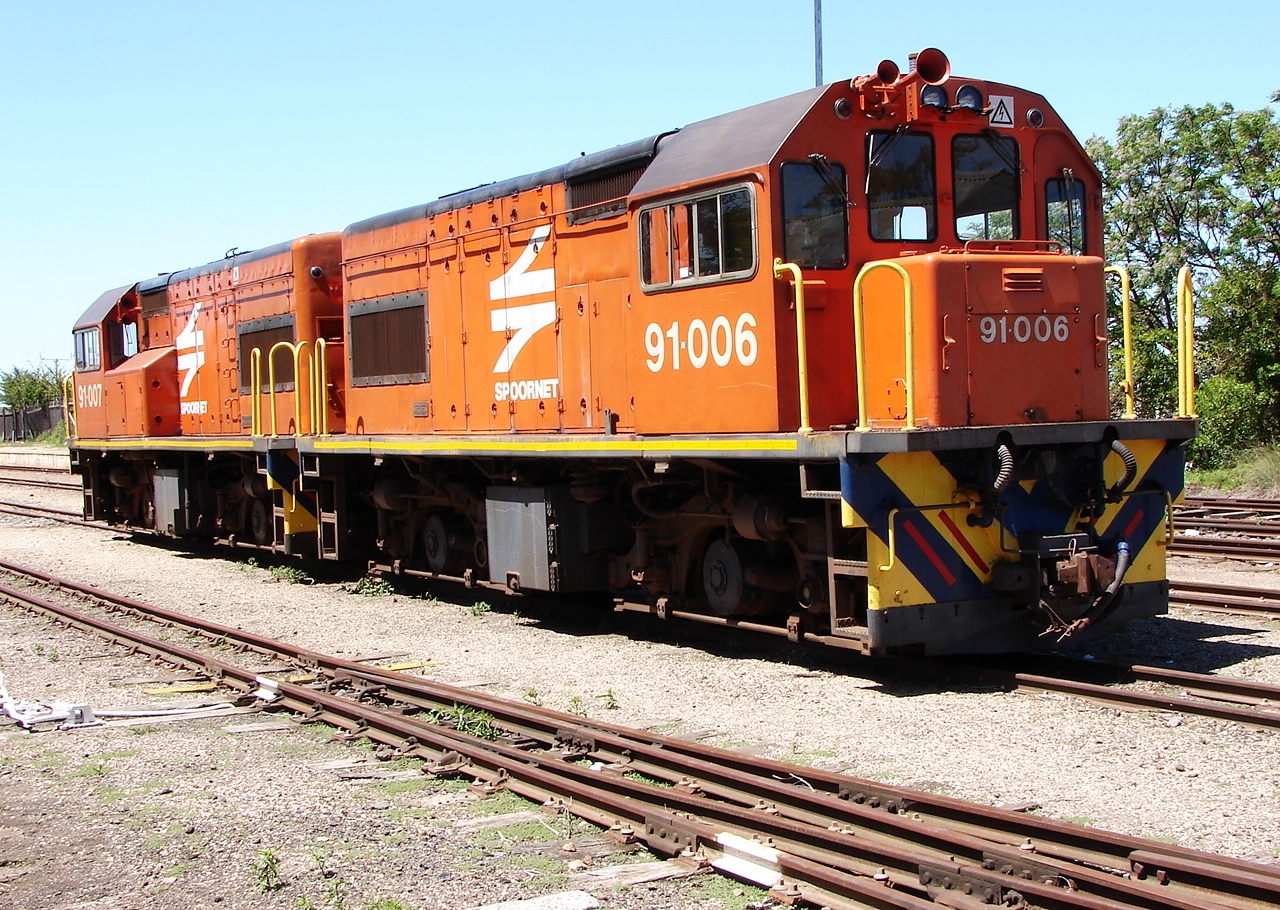
2009 年 10 月 18 日，Humansdorp 站的91-006 号

本型車屬於GE UM6B柴電机车，由宾夕法尼亚州伊利市的通用电气(GE) 为南非铁路 (SAR) 设计和制造，於 1973 年 9 月至 12 月之間交車20輛，编号为 91-001 至 91-020，是世界上最大的两英尺（610毫米）軌距内燃机车，最大重量为48,000（106,000英磅） 。  
通用電氣習慣將製造銘板裝在驾驶室下方的車架上，但本型車交車時銘板裝在驾驶室的车號牌下方。在 1990 年代重新粉刷为 Spoornet 橙色塗裝時，移去了SAR 车號牌，而原廠銘板被重裝在長端引擎室側邊。除编号91-001 （GE 38604）、 91-002 （GE 38603）、 91-016 （GE 38619）和91-017 （GE 38618）以外，本型車的車號與出廠序號順序相同；亂序的編號可能是在大修期间，机车之间交换銘板所致。 

## 特色
軌距僅為两英尺的窄軌鐵路，因淨空限制，需要特別的方式在車軸裝置牽引馬達。為此設計了特別的轉向架，牵引馬達安装於每個轉向架的兩個車軸之間（每個轉向架的兩側各裝一臺牽引馬達）。  
本車有空气以及动态制軔。軔管有延時控制功能，以避免在煞車時後方車輛向前推擠，以及起動時的牽扯。由於還有總控重聯跳線，機車之間的跳線總共有七條。
本型車還使用新的Willison 或稱 SA3 連結器，取代了 1970 年代阿馮德爾鐵路為運輸为石灰石而購買的新車上的舊型鐘鉤式（Bell-and-hook）連結器。 

## 服务

### 南非铁路
本型車取代了原來行駛於藍格路福（Langkloof）窄轨鐵路的NG G13和NG G16加勒特（Garratts）式蒸汽機車，不過仍與 NG15 Kalahari 蒸汽机车一起使用了好多年。它是南非的窄轨鐵路所使用的唯一一种柴電機車。 
这些机车几乎完全使用在藍格路福线上，但1992年和2003年12月之间，有些機車行駛於阿尔弗雷德县铁路（ACR）通往谢普斯敦港的窄軌鐵路。但往返纳塔尔的機車，常會裝上1067毫米轉向架（後來被称为大脚转向架，实际上是36-000 型GE製柴電機車所用的SG10B 转向架），自力運轉往返伊莉莎白港。91-100型機車需要維修時，也會裝上大腳轉向架；有時會自力運轉，也有停機由其它機車牽引的狀況。 
不過91-000型開始營運後，ACR 和藍格路福线的運輸量卻逐步下滑。到 1980 年代，在藍格路福線沿線的水果运输方面，公路运输已经超过了铁路运输，不過该线的东部仍然繁忙於从洛里（Loerie）运输石灰石。但當洛里车站附近以索道運輸的采石场关闭时，窄轨线路就注定停駛了。 
在 2003 年阿馮德爾鐵路一百周年之际，Spoornet 仍然聲稱將投資建設與技術以保持營運，甚至到了2005年9月還有人討論將長107公里的洛里支線延長到 Gamtoos 山谷，以改善當地農產品的運輸。 
在 2009 年，原來的20輛中仍有18輛使用中，2輛因為事故损坏而退役。 然而，Transnet Freight Rail (TFR) 後來決定窄轨铁路运营不再属于其“核心业务”，开始拍賣机车。
在2013年，TFR仍有一輛91-000型（91-010）現役中。它安装了大腳轉向架（只有一个轉向架有牵引馬達），以及AAR knuckle 連結器，用作伊丽莎白港 Swartkops 車輛基地的调车机。仍在 TFR 清單上其它車輛閒置於伊丽莎白港休姆伍德路窄轨車库，預計將於2019年1月開始報廢。

### 工业使用
有5輛機車賣給了 RRL Grindrod，這是 Solethu Investments （南非救助黑人政策（BEE）的鐵道物流公司）和航运和物流集团 Grindrod Limited 的合资企业 ，用于在自由邦省的韋爾科母的礦石運輸。其中四輛被重新编号為 RRL 91-01 到 91-04，其窄轨转向架被切成两半以改造，將軌距加寬成1067毫米。第五輛是91-009號車，因事故損壞，改裝 700 马力的卡特彼勒引擎，於2018 年 12 月時，它是Rovos Rail 的 Capitol Park Shunter，重新编号为 91-011。   
2013 年 7 月 11 日，又有3輛拍賣售出給伊丽莎白港的一家回收商。91-011卖到阿根廷。到 2018 年 12 月，剩余的車輛都存放在休姆伍德路柴油機車库等待出售。有一辆于 2017 年 12 月因為牽引旅游列车的 NG15 故障，用作替代的牽引機車。

### 保存
91-001 保存在乔治的 Outeniqua 交通博物馆。 
91-006和91-007 ，于 2015 年转移到佩顿的鄉村窄轨铁路（Paton's Country Narrow Gauge Railway），用于牽引夸祖鲁-纳塔尔省伊索波的窄轨旅游列车。
91-010在2016 年 10 月 31 日出售给 Sandstone Estates，以公路运抵，檢修後在 2017 年 4 月的第一周試運轉，在 2017 年 Sandstone Stars 活动期间在 Sandstone Railroad 上开始定期服务，但第一件任務是救援在 Vilima 故障的 NG/G16 88蒸汽機車。 Sandstone Estates 又于 2017 年 9 月和 2019 年 2 月购买了 91-016 和 91-019。

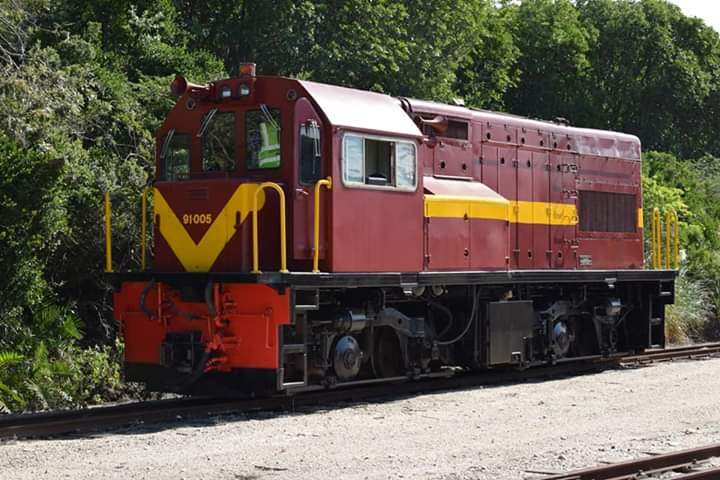
91-005 由 Apple Express 恢复 (2/03/2019)

2018 年 12 月，位于休姆伍德路的蘋果快車（Apple Express） 组织从 THF 购买了 91-005 并租用了 91-020號車。 2018 年 12 月，91-005 開始了12 年來的首次運轉。

## 車隊
表中列出了 91-000 的建造號與已知的配屬。 
| 機車編號 | 出廠編號 | 配屬 |
| -------- | -------- | --- |
| 91-001   | 38604    | 在乔治的Outeniqua 交通博物馆展出。                                                                          |
| 91-002   | 38603    | 2018 年 11 月以废品出售。                                                                                   |
| 91-003   | 38605    | 2018 年 11 月以废品出售。                                                                                   |
| 91-004   | 38606    | 2018 年 11 月以废品出售。                                                                                   |
| 91-005   | 38607    | 休姆伍德路柴油机库。 2018 年 11 月出售给 Apple Express 组织，使用中。                                       |
| 91-006   | 38608    | 伊索波之佩顿的鄉村窄轨铁路，使用中。                                                                        |
| 91-007   | 38609    | 伊索波之佩顿的鄉村窄轨铁路，使用中。                                                                        |
| 91-008   | 38610    | 2018 年 11 月以废品出售。                                                                                   |
| 91-009   | 38611    | RRL 重建为 Capitol Park (Rovos Rail) Shunter ，使用1067毫米軌距转向架（编号 91-011），使用中。              |
| 91-010   | 38612    | 砂岩铁路（Sandstone Railroad）；保存中但可運行。                                                            |
| 91-011   | 38613    | Transnet 于 2013 年 7 月 11 日拍卖给 Versarail，大修並改換米軌轉向架後於2017 转售给 BTU Argentina。使用中。 |
| 91-012   | 38614    | 2017 年以废品出售。                                                                                         |
| 91-013   | 38615    | Transnet 于 2013 年 7 月 11 日拍卖给 Versarail。2020 年 10 月，改換米軌轉向架，租给马达加斯加。             |
| 91-014   | 38616    | 1997 年 2 月在事故后报废。                                                                                  |
| 91-015   | 38617    | 2018 年 11 月以废钢出售。                                                                                   |
| 91-016   | 38619    | 2017 年出售给 Sandstone Estates 作为零件車。目前裝置1067毫米軌距的轉向架。                                  |
| 91-017   | 38618    | 2017 年以废品出售。                                                                                         |
| 91-018   | 38620    | Transnet 于 2013 年 7 月 11 日拍卖给 Versarail。2020 年 10 月，改換米軌轉向架，租给马达加斯加               |
| 91-019   | 38621    | 休姆伍德路柴油機車库，于 2018 年 11 月以废品出售，后于 2019 年 2 月轉售给 Sandstone Estates。               |
| 91-020   | 38622    | 休姆伍德路柴油機車库，由 THF 保留，租借给 Apple Express 组织。                                              |

## 涂装
本型車全部采用 SAR 海湾红涂装，缓冲梁塗成亮紅色、引擎室長端两侧有黄色侧条纹，端面有黄色 V型條紋。在 1990 年代，改換 Spoornet 橙色塗裝，缓冲梁上带有黄色和蓝色 V 形图案。大约在 2006 年，只有一輛（91-001） 被重新粉刷为 Spoornet 蓝色塗裝，并在引擎室長端侧面有数字。 